# Vogezi
Vogezi (francuski: Vosges, njemački: Vogesen) je planinski masiv na istoku Francuske. Proteže se u smjeru od jugozapada prema sjeveroistoku. Najviši vrh je Grand Ballon još zvan Ballon de Guebwiller koji se nalazi na jugu masiva, a visok je 1 424 metara.
Vogezi inače označavaju prirodnu granicu regija Lorrainea i Elzasa, a departman Vosges u regiji Lorraine je dobio ime po planinskom masivu.
Masiv se odlikuje bogatstvom flore i faune, te se radi toga tu nalaze dva parka prirode. Na sjeveru Parc naturel régional des Vosges du Nord, i na jugu Parc naturel régional des Ballons des Vosges.